# Liste Solothurner Persönlichkeiten
In dieser Liste werden Persönlichkeiten des Schweizer Kantons Solothurn verzeichnet. Dazu gehören im Kantonsgebiet Geborene wie auch Persönlichkeiten, die einen wichtigen Teil ihres Lebens im Kanton Solothurn verbracht haben.

## A
- Johannes Aal (1500–1551), Theologe, Komponist und Dramatiker
- Max Affolter (1923–1991), Jurist und Politiker
- Caroline Agnou (* 1996), Leichtathletin
- Beda Allemann (1926–1991), Literaturwissenschaftler und Hochschullehrer
- Leo Altermatt (1896–1962), Historiker und Bibliothekar
- Urs Altermatt (* 1942), Historiker
- Joseph Ambühl (1873–1936), Bischof
- Cuno Amiet (1868–1961), bildender Künstler
- Josef Ignaz Amiet (1827–1895), Historiker, Staatsschreiber und Staatsarchivar
- Fabio Antoniali (* 1975), Musikproduzent, Musiker
- Umberto Arlati (1931–2015), Jazzmusiker und Musikpädagoge
- Karl Arnold-Obrist (1796–1862), Bischof
- Adrian von Arx (1817–1859), Militär und Schriftsteller
- Adrian von Arx (1847–1919), Politiker und Schriftsteller
- Adrian von Arx (1879–1934), Politiker und Schriftsteller
- Benedikt von Arx (1817–1875), Notar, Richter, Politiker
- Cäsar von Arx (1895–1949), Dramatiker
- Casimir von Arx (1852–1931), Politiker
- Ferdinand von Arx (1868–1944), Bauunternehmer und Politiker
- Hadwig von Arx (1881–1970), Lehrerin und Schriftstellerin
- Ildefons von Arx (1755–1833), Pater des Klosters St. Gallen, Archivar und Historiker
- Thomas von Arx (* 1984), Politiker

## B
- Carl Franz Bally (1821–1899), Gründer der Schuhfabrik Bally
- Blasius Balteschwiler (1752–1832), Zimmermann
- Boris Banga (* 1949), Stadtpräsident von Grenchen, ehemaliger Nationalrat
- Johannes Barzaeus (* um 1592–1660), neulateinischer Dichter
- Hermann Berger (1905–1979), Lehrer und Politiker
- Ursula Berger (* 1950), Tänzerin, Tanzpädagogin und Choreografin
- Iseut Bersier (1935–2022), Malerin, Bildhauerin, Illustratorin und Musikerin
- Hanspeter Betschart (* 1951), Theologe, Kapuziner, Pfarrer
- Joel Bichsel (* 2002), Fussballspieler
- Lian Bichsel (* 2004), Eishockeyspieler
- Peter Bichsel (1935–2025), Schriftsteller
- Pirmin Bischof (* 1959), Politiker, Ständerat
- Peter André Bloch (* 1936), Germanist und Hochschullehrer
- Albert Borer (1875–1922), Unternehmer und Politiker
- Albert Borer (1910–2004), Werbegrafiker und Reklamefotograf
- Augustin Borer (1878–1959), Benediktiner, Abt des Klosters Mariastein
- Hans Borer (1924–2002), Bildhauer
- Roland Borer (* 1951), Politiker, Nationalrat
- Thomas Borer (* 1957), Unternehmensberater und ehemaliger Botschafter
- Karl Borner (1898–1973), Leichtathlet, Sprinter, Olympiateilnehmer
- Theodor Borrer (1894–1914), Flugpionier
- Frank Buchser (1828–1890), Maler und Abenteurer
- Sylvia Bühler-Haas (* 1963), Malerin und Designerin
- Gustav von Burg (1871–1927), Lehrer, Ornithologe und Publizist
- Raphaela Bürgi (1923–2021), Ordensschwester, Künstlerin

## C
- Alex Capus (* 1961), Schriftsteller
- Johann Bonaventura Cartier (1800–1858), Politiker

## D
- Hans Derendinger (1920–1996), Rechtsanwalt, Redaktor, Stadtammann
- Anselm Dietler (1801–1864), Archivar des Klosters Mariastein, Pionier der Burgenforschung
- Eugen Dietschi-Kunz (1861–1951), Burgenkundler
- Peter Dietschi (1830–1907), Redaktor, Verleger und Politiker
- Urs Dietschi (1901–1982), Politiker
- Martin Disteli (1802–1844), Maler

## E
- Anna Engeler (* 1985), Mitglied und Präsidentin Gemeindeparlament (2013), Kantonsrätin (Grüne)
- Verena Ehrich-Haefeli (* 1933), Literaturwissenschaftlerin
- Carl Robert Enzmann (1888–1931), Domkaplan, Schöpfer des Solothurnerlieds

## F
- Monika Fasnacht (* 1964), Moderatorin
- Maria Felchlin (1899–1987), Vorkämpferin für das Frauenstimmrecht
- Michel Féraud (* 1945), Bundesrichter
- Friedrich Fiala (1817–1888), Bischof
- Klaus Fischer (* 1948), Politiker, Regierungsrat
- Marlene Fischer (* 1996), Kantonsrätin (Grüne)
- Marianne Flück-Derendinger (* 1957), Bildhauerin
- Kurt Fluri (* 1955), Politiker, Stadtpräsident von Solothurn und Nationalrat
- Alfred Flury (1934–1986), römisch-katholischer Geistlicher und Chansonnier
- Richard Flury (1896–1967), Komponist
- Heinz Frei (* 1958), mehrfacher Rollstuhlsport-Weltmeister
- Thomas Frei (* 1985), Radrennprofi
- Hans Frey-Hoepfner (1865–1939), Seminarlehrer, Geologe und Mineraloge
- Myriam Frey Schär (* 1972), Mitglied Gemeindeparlament, Kantonsrätin (Grüne)
- Albin Fringeli (1899–1993), Schriftsteller
- Hans Frölicher (1887–1961), Diplomat
- Joseph-Antoine Froelicher (1790–1866), Architekt
- Cornelia Füeg (* 1941), erste Solothurner National- und Regierungsrätin
- Mauritius Fürst (1923–2002), Abt des Klosters Mariastein
- Roland Fürst (* 1961), Politiker

## G
- Markus Gadient (* 1958), Maler und Zeichner
- Esther Gassler (* 1951), Politikerin, Regierungsrätin
- Ernst Gaugler (1891–1963), christkatholischer Geistlicher, Theologe und Professor
- Hans Gerny (1937–2021), christkatholischer Bischof
- Arnold Gilg (1887–1967), christkatholischer Geistlicher und Professor
- Otto Gilg (1891–1976), christkatholischer Geistlicher und Kirchenhistoriker
- Angelina Girardetti (* 1947), Künstlerin in den Bereichen Bühnenbild, Film, Installation, Malerei, Zeichnung
- Franz Gloor (1948–2009), Fotograf
- Robert Glutz von Blotzheim (1786–1818), Historiker
- Peter Gomm (* 1959), Politiker, Regierungsrat
- Georg Gotthart (1552?–1619), Dichter
- Johann Wilhelm Gotthard (1592–1649), katholischer Geistlicher, Theologe, Lehrer und Schriftsteller
- Urs Graf (~ 1485–1528), Maler, Kupferstecher, Zeichner und Goldschmied
- Joris Gratwohl (* 1973), Schauspieler
- Amanz Gressly (1814–1865), Geologe und Paläontologe
- Fritz Grob (1919–1991), Schriftsteller und Pädagoge
- Marco Grob (* 1965), Porträt-Modefotograf
- Vincenz Grossheutschi (1894–1937), Benediktiner, Schriftsteller

## H
- Philipp Hadorn (* 1967), Politiker, Nationalrat
- Ueli Hafner (* 1920), Mundart-Schriftsteller
- Karl Ludwig von Haller (1768–1854), Staatsrechtler und Nationalökonom
- Jörg Hamburger (1935–2014), Grafikdesigner, Typograf, Plakatgestalter und Lehrer
- Bernhard Hammer (1822–1907), Politiker, Bundesrat
- Urs Josef Hammer, Egerkinger Hauptmann im Dienste Napoleons
- Adelheid Hanselmann (* 1946), Künstlerin
- Alfred Hartmann (1814–1897), Schriftsteller
- Ernesto Hebeisen (1919–2007), Künstler
- Bea Heim (* 1946), Politikerin
- Bruno Bernhard Heim (1911–2003), Erzbischof und Heraldiker
- Peter Heim (* 1944), Historiker, Lehrer und Archivar
- Anna Heer (1863–1918), Ärztin und erste Präsidentin des Krankenpflegebundes
- Eduard Herzog (1841–1924), Theologe und christkatholischer Bischof
- Hesso von Grenchen, Freiherr und Ritter auf der Burg Grenchen
- Hesso von Reinach (1234–zwischen 1276 und 1282), Minnesänger, 1265–1276 Stiftspropst in Schönenwerd
- Franz Hohler (* 1943), Schriftsteller, Kabarettist und Liedermacher
- Hans Huber (1852–1921), Klassik-Komponist
- Franz Joseph Hugi (1791–1855), Geologe und Alpenforscher
- Schang Hutter (1934–2021), Bildhauer und Eisenplastiker

## I
- Gökhan Inler (* 1984), Fussballer

## J
- Stephan Jaeggi (1903–1957), Komponist und Dirigent
- Urs Jaeggi (1931–2021), Soziologe, Schriftsteller und bildender Künstler
- Ueli Jäggi (* 1954), Schauspieler und Hörspielsprecher
- Gall Jecker (1884–1956), Benediktiner, Kirchenhistoriker
- Josef Jeker (1841–1924), Pfarrer und Bienenforscher
- Joseph Joachim (1834–1904), Schriftsteller

## K
- Eduard Kaeser (* 1948), Physiker, Philosoph, Publizist
- Olga Kaiser (1897–1947), Schriftstellerin, Dramatikerin
- Conny Kissling (* 1961), Freestyle-Skierin
- Richard Kissling (1848–1919), Bildhauer
- Gottfried Klaus (1899–1963), Politiker
- Martin Kohli (* 1942), Soziologe
- Alfred Kölz (1944–2003), Verfassungsrechtler
- Walter Kräuchi (1913–1996), Gewerkschafter, Redaktor, Politiker
- Franz Krutter (1807–1873), Schriftsteller, Jurist und Politiker
- Hermann Kull (1873–1961), Maschinen- und Elektroingenieur
- Rosmarie Kull-Schlappner (1921–1997), Redaktorin und Journalistin
- Rolf Max Kully (* 1934), Germanist, Namenforscher, Schriftsteller
- Ivo Kummer (* 1958), ehemaliger Direktor der Solothurner Filmtage
- Hans Kunz (1904–1982), Philosoph, Psychologe und Botaniker
- Niels Kuster (* 1957), Elektroingenieur und Hochschullehrer

## L
- Michael Lauber (* 1965), Bundesanwalt
- Ernst Leuenberger (1945–2009), Politiker
- Gianpiero Lupi (1942–2013), Divisionär und Oberfeldarzt der Schweizer Armee
- Karl Borromäus Lusser (1891–1982), Benediktiner, Archivar des Klosters Mariastein

## M
- Denis Malgin (* 1997), Eishockeyspieler
- Herbert Meier (1928–2018), Schriftsteller
- Willi Melliger (1953–2018), Springreiter
- Oscar Miller (1862–1934), Papierfabrikant, Kunstsammler und Mäzen
- Bruno Moll (* 1948), Dokumentarfilmer
- Otto Möllinger (1814–1886), Naturwissenschaftler
- Mike Müller (* 1963), Schauspieler und Kabarettist
- Paul Emanuel Müller (1927–2018), Philologe, Schriftsteller und Redaktor
- Paul Hermann Müller (1899–1965), Chemiker, Nobelpreis für Medizin 1948
- Stefan Müller-Altermatt (* 1976), Politiker, Nationalrat
- Stefan P. Müller (* 1978), Politiker und Nidwaldner Landrat
- Josef Munzinger (1791–1855), Politiker, Bundesrat
- Marie Munzinger (1885–1952), Pädagogin und Lehrmittelautorin
- Ulrich Munzinger (1787–1876), Kaufmann, Stadtammann
- Walther Munzinger (1830–1873), Rechtsprofessor und Kirchenpolitiker
- Werner Munzinger (1832–1875), Afrikaforscher

## N
- Basilius Niederberger (1893–1977), Benediktiner, Abt des Klosters Mariastein
- Fritz von Niederhäusern (1876–1955), Baumeister und Architekt
- Werner Nydegger (* 1945), Cartoonist, Grafiker, Maler, Designer, Plastiker

## O
- Hermann Obrecht (1882–1940), Politiker, Bundesrat

## P
- Rudolf Peyer (1929–2017), Schriftsteller
- Elisabeth Pfluger (1919–2018), Schriftstellerin und Sagensammlerin
- Jules Pfluger (1916–2008), Lehrer und Lokalhistoriker
- Christoph Pfluger (* 1954), Journalist, Verleger, Buchautor
- Seraina Plotke (1972–2020), germanistische Mediävistin, Latinistin und Hochschullehrerin
- Stefano Prada (* 1973), House-DJ und Produzent
- Konrad Viktor Pressel (1857–1929), Wasserbauingenieur

## R
- Josef Reinhart (1875–1957), Schriftsteller
- Ivana Rentsch (* 1974), Musikwissenschaftlerin und Hochschullehrerin
- Niklaus Riggenbach (1817–1899), Erfinder des Zahnradbahnsystems
- Rolf Ritschard (1944–2007), Politiker
- Willi Ritschard (1918–1983), Politiker, Bundesrat
- Chris von Rohr (* 1951), Rockmusiker
- Sascha Ruefer (* 1972), Fernsehmoderator
- Joseph Viktor Ruossinger (1630–1700), geistlicher Liederdichter
- Daniela Ryf (* 1987), Triathletin

## S
- Joseph Anton Salzmann (1780–1854), Bischof
- Hans Saner (1934–2017), Philosoph
- Christof Schelbert (* 1956), Künstler und Hochschullehrer
- Guido Schmezer (1924–2019), Schriftsteller
- Jacques Schmid (1882–1960), Politiker
- Karl Schmid (1827–1909), Buchhändler, Gründer des Vereinssortiments
- Marianne Schmid Mast (* 1965), Psychologin, Hochschullehrerin
- Leo Schürmann (1917–2002), SRG-Generaldirektor und Nationalbank-Vizedirektor
- Daniel Schwartz (* 1955), Fotograf
- Gregorius Sickinger (um 1558–1631), Künstler
- Rosmarie Simmen (1938–2024), Politikerin
- Jürg Solothurnmann (* 1943), Jazzmusiker und -journalist
- Franz von Sonnenfeld (1821–1888), Schriftsteller
- Johann Jakob Speiser (1813–1856), Kaufmann und Politiker
- Marvin Spielmann (* 1996), schweizerisch-kongolesischer Fussballspieler
- Hans vom Staal (1419–1499), Stadtschreiber von Solothurn
- Jakob Stammler (1840–1925), Bischof
- Hans Rudolf Stampfli (1925–1994), Archäozoologe
- Walther Stampfli (1884–1965), Politiker, Bundesrat
- Otto Stich (1927–2012), Politiker, Bundesrat
- Norbert Straumann (* 1936), Physiker
- Rhaban Straumann (* 1972), Schauspieler, Satiriker und Autor
- Walter Straumann (* 1943), Politiker, Regierungsrat
- Franziskus von Streng (1884–1970), Bischof
- Emil Strub (1858–1909), Zahnrad- und Standseilbahnpionier
- Franco Supino (* 1965), Schriftsteller

## T
- Eugen Tatarinoff (1868–1938), Archäologe, Historiker, Burgenforscher und Bibliothekar.
- Ernst Thomke (* 1939), Unternehmer und Swatch-Erfinder
- Amanda Tröndle-Engel (1861–1956), Malerin und Pädagogin

## U
- Lilian Uchtenhagen (1928–2016), Politikerin

## V
- Ramon Vega (* 1971), Fussballspieler
- Wilhelm Vigier (1823–1886), Politiker (Regierungsrat, Ständerat)
- Wilhelm Vigier (1839–1908), Politiker (Stadtpräsident von Solothurn, Nationalrat)
- Sandro Vitali (* 1966), Radrennfahrer

## W
- Hanns Wagner (1522–1590), Dramatiker
- Jeanne Wälchli-Roggli (1904–1978), Malerin und Bildhauerin
- Max Waldmeier (1912–2000), Astronom und Sonnenforscher
- Otto Walter (1889–1944), Verleger
- Otto F. Walter (1928–1994), Schriftsteller und Verlagsleiter
- Silja Walter (1919–2011), Schriftstellerin
- Christian Wanner (* 1947), Politiker, Regierungsrat
- Charlotte Weber (1912–2000), Flüchtlingshelferin und Autorin
- Benedikt Weibel (* 1946), ehemaliger CEO der Schweizerischen Bundesbahnen
- Niklaus von Wengi (1485–1549), Politiker
- Samuel Widmer (1948–2017), Psychiater, Psychotherapeut und Autor
- Walter Wobmann (* 1957), Politiker, Nationalrat
- Marco Wölfli (* 1992), Fussballer
- Otto Wüst (1926–2002), Bischof
- Bernhard Wyss (1833–1890), Schriftsteller
- Franz Anatol Wyss (* 1940), bildender Künstler
- Mischa Wyss (* 1983), Mundart-Chansonnier und Kabarettist
- Urs Wyss (* 1939), Prof. am Institut für Phytopathologie der Universität Kiel

## Z
- Roberto Zanetti (* 1954), Politiker, Ständerat
- Hans Zaugg (1913–1990), Architekt
- Adam Zeltner (1605–1653), Bauernführer im Schweizer Bauernkrieg